# Temporada 2020 del Súper Campeonato de España de Rally
La temporada 2020 fue la 2.ª edición del Súper Campeonato de España de Rally. El calendario constaba inicialmente de ocho pruebas, cuatro sobre asfalto y cuatro sobre tierra. Comenzó el 8 de marzo en el Rally Tierras de Lorca y finalizó el 28 de noviembre en el Rally Islas Canarias.

## Calendario
El primer calendario publicado incluía ocho citas pero varias fueron anuladas o aplazadas debido a la pandemia de coronavirus. Dos pruebas, el Rally ATK y el Rally do Camiño Xacobeo nunca llegaron a ver la luz, mientras que el Rally de Ferrol, el Rally de La Nucía-Mediterráneo y el Rally de Tierra de Madrid entraban por primera vez en el calendario.

### Calendario inicial
| N.º | Fecha               | Prueba                            | Superficie | Series    |
| --- | ------------------- | --------------------------------- | ---------- | --------- |
| 1   | 6-7 de marzo        | 9.º Rallye Tierras Altas de Lorca | Tierra     | CERT      |
| 2   | 18-19 de abril      | 8.º Rally Ciudad de Pozoblanco    | Tierra     | CERT      |
| 3   | 9-10 de mayo        | 44.º Rally Islas Canarias         | Asfalto    | CERA, ERC |
| 4   | 27-28 de junio      | 4.º Rallye ATK                    | Tierra     | CERT      |
| 5   | 18-19 de julio      | 51.º Rally de Ferrol              | Asfalto    | CERA      |
| 6   | 26-27 de septiembre | Rally do Camiño Xacobeo           | Tierra     | CERT      |
| 7   | 24-25 de octubre    | 56.º Rallye RACC Cataluña         | Asfalto    | CERA      |
| 8   | 21-22 de noviembre  | 11.º Rally Comunidad de Madrid    | Asfalto    | CERA      |

### Calendario final
| N.º | Fecha               | Prueba                              | Superficie | Series    | Resultados |
| --- | ------------------- | ----------------------------------- | ---------- | --------- | ---------- |
| 1   | 6-7 de marzo        | 9.º Rallye Tierras Altas de Lorca   | Tierra     | CERT      | Resultados |
| 2   | 21-22 de agosto     | 51.º Rally de Ferrol                | Asfalto    | CERA      | Resultados |
| 3   | 25-26 de septiembre | 7.º Rallye Terra da Auga            | Tierra     | CERT      | Resultados |
| 4   | 6-7 de noviembre    | 26.º Rally de La Nucía-Mediterráneo | Asfalto    | CERA      | Resultados |
| 5   | 14-15 de noviembre  | 1.º Rallye Tierra de Madrid         | Tierra     | CERT      | Resultados |
| 6   | 26-28 de noviembre  | 44.º Rally Islas Canarias           | Asfalto    | CERA, ERC | Resultados |

## Cambios y novedades

### Puntuación
- Se retienen los cuatro mejores resultados para la clasificación final del campeonato.[5]

| Posición | 1  | 2  | 3  | 4  | 5  | 6  | 7 | 8 | 9 | 10 | 11 | 12 | 13 | 14 | 15 |
| -------- | -- | -- | -- | -- | -- | -- | - | - | - | -- | -- | -- | -- | -- | -- |
| Puntos   | 20 | 18 | 16 | 14 | 12 | 10 | 9 | 8 | 7 | 6  | 5  | 4  | 3  | 2  | 1  |

### Vehículos admitidos
- Categoría 1: R5, Super 2000 (1.6 CC) o RRC, Super 2000 (2.0 cc) atmosféricos, R-GT, R4 Kit, Nacional 5 (N5).
- Categoría 2: grupo N, R3T, R3, grupo A (-1600 cc) turboalimentado, grupo A (entre 1600 y 2000) atmosférico.
- Categoría 3: R3D, R2, grupo A (-1600 cc) atmosféricos.
- Categoría 4: R1, grupo N (tracción delantera y anterior al año 2010), Nacional 3 (N3).

### Premios
El ganador del certamen obtendrá una plaza en los FIA Games de 2021 representando a España.

## Equipos
| Equipo                      | Automóvil              | Piloto                          | Copiloto                 | Rondas            |
| Equipos oficiales           | Equipos oficiales      | Equipos oficiales               | Equipos oficiales        | Equipos oficiales |
| --------------------------- | ---------------------- | ------------------------------- | ------------------------ | ----------------- |
| Citroën Rally Team          | Citroën C3 R5          | Pepe López                      | Borja Rozada             | 1-5               |
| Hyundai Motor España        | Hyundai i20 R5         | Surhayen Pernía                 | Eduardo González         | 1-2, 4, 6         |
| Hyundai Motor España        | Hyundai i20 R5         | Francisco Antonio López Pacheco | Borja Odriozola          | 1, 4, 6           |
| Suzuki Motor Ibérica        | Suzuki Swift R4LLY S   | Javier Pardo Siota              | Adrián Pérez Fernández   | 2, 4, 6           |
| Suzuki Motor Ibérica        | Suzuki Swift R4LLY S   | Joan Vinyes                     | Jordi Mercader           | 2, 4, 6           |
| Equipos privados            |                        |                                 |                          |                   |
| Hyundai Canarias Motorsport | Hyundai i20 R5         | Yeray Lemes                     | Rogelio Peñate           | 6                 |
| Rallye Team Spain           | Citroën C3 R5          | Pepe López                      | Borja Rozada             | 6                 |
| Rallye Team Spain           | Peugeot 208 Rally4     | Josep Bassas                    | Axel Coronado            | 6                 |
| Rallye Team Spain           | Peugeot 208 Rally4     | Alejandro Martín                | Judith Cabello           | 6                 |
| Baporo Motorsport           | Škoda Fabia R5         | Eduard Pons                     | Alberto Chamorro         | 1-5               |
| Escudería Motor Terrassa    | Škoda Fabia R5         | Nil Solans                      | Claudi Ribero            | 3                 |
| Escudería Motor Terrassa    | Škoda Fabia R5         | Nil Solans                      | Marc Martí               | 1, 4-5            |
| Team Vito Škoda             | Škoda Fabia Rally2 Evo | Nil Solans                      | Marc Martí               | 6                 |
| Recalvi Team                | Škoda Fabia Rally2 Evo | José Antonio Suárez             | Alberto Iglesias Pin     | 2, 4, 6           |
| Terra Training Motorsport   | Ford Fiesta R5         | Xevi Pons                       | Rodrigo Sanjuan          | 1                 |
| Murcia Sports Racing        | Ford Fiesta N5         | Iván Arenas                     | Miguel Ángel Lázaro      | 1                 |
| Escudería Ourense           | Ford Fiesta Rally4     | Javier Pardo Siota              | Adrián Pérez Fernández   | 3                 |
| Blendio                     | Citroën C3 N5          | Daniel Alonso                   | Cándido Carrera          | 2                 |
| Blendio                     | Ford Fiesta Rally2     | Daniel Alonso                   | Cándido Carrera          | 4-5               |
| Blendio                     | Ford Fiesta Rally2     | Daniel Alonso                   | Salvador Belzunces       | 3                 |
| Yacar Racing                | Peugeot 208 R2         | Óscar Palomo                    | Javier Martínez Martínez | 1                 |
| Yacar Racing                | Peugeot 208 R2         | Óscar Palomo                    | Ariday Bonilla           | 2                 |
| Yacar Racing                | Peugeot 208 Rally4     | Óscar Palomo                    | José Antonio Pintor      | 3-5               |

## Clasificación

### Campeonato de pilotos
| Pos. | Piloto                | LOR | FER | TDA | NUC | MAD | CAN | Puntos |
| ---- | --------------------- | --- | --- | --- | --- | --- | --- | ------ |
| 1.   | Pepe López            | 2   | 1   | Ret | 2   | 1   | Ret | 76     |
| 2.   | Nil Solans            | 1   |     | 1   | 6   | 2   | DES | 68     |
| 3.   | José Antonio Suárez   |     | 2   |     | 1   |     | 1   | 58     |
| 4.   | Eduard Pons           | 3   | 9   | 2   | 10  | 3   |     | 57     |
| 5.   | Surhayen Pernía       | Ret | 5   |     | 3   |     | 2   | 46     |
| 6.   | Joan Vinyes           |     | 4   |     | 4   |     | 4   | 42     |
| 7.   | Javier Pardo          |     | 3   | Ret | 5   |     | 5   | 40     |
| 8.   | Óscar Palomo          | 6   | 11  | 5   | 13  | 5   |     | 39     |
| 9.   | Daniel Alonso         |     | 10  | 3   | 9   | Ret | 6   | 39     |
| 10.  | Alejandro Cachón      |     |     | Ret | 7   | 4   | 8   | 23     |
| 11.  | Sergi Francolí        |     |     | 4   | 8   | Ret |     | 22     |
| 12.  | Jorge Cagiao          |     | 7   |     | 11  |     | 9   | 22     |
| 13.  | Roberto Blach jr.     |     | 6   | 7   | 14  |     |     | 21     |
| 14.  | Alejandro Martín      |     |     | 8   | 12  | Ret | 7   | 21     |
| 15.  | Sergio Fuentes Matías | 7   |     |     |     |     | 10  | 16     |
| 16.  | Yeray Lemes           |     |     |     |     |     | 3   | 16     |
| 17.  | Josep Bassas Mas      | 4   |     |     |     |     | DES | 14     |
| 18.  | Gustavo Sosa          | 5   |     |     |     |     |     | 12     |
| 19.  | Delbín García         |     |     | 6   |     |     |     | 10     |
| 20.  | Iván Arenas           | 9   |     |     | 15  |     |     | 8      |
| 21.  | Edgar Vigo            |     | 8   |     |     |     |     | 8      |
| 22.  | Xevi Pons             | 8   |     |     |     |     |     | 8      |

### Campeonato de marcas
| Pos. | Marca   | Puntos |
| ---- | ------- | ------ |
| 1.   | Peugeot | 124    |
| 2.   | Suzuki  | 94     |
| 3.   | Citroën | 89     |
| 4.   | Hyundai | 70     |
| 5.   | Ford    | 66     |

### Campeonato de copilotos
| Pos. | Copiloto             | Puntos |
| ---- | -------------------- | ------ |
| 1.   | Borja Rozada         | 76     |
| 2.   | Alberto Iglesias Pin | 58     |
| 3.   | Alberto Chamorro     | 57     |
| 4.   | Marc Martí           | 48     |
| 5.   | Eduardo González     | 46     |
| 6.   | Jordi Mercader       | 42     |
| 7.   | Adrián Pérez         | 40     |
| 8.   | Rogelio Peñate       | 28     |
| 9.   | José Antonio Pintor  | 27     |
| 10.  | Alejandro López      | 23     |

| Pos. | Piloto            | Puntos |
| ---- | ----------------- | ------ |
| 1.   | Óscar Palomo      | 62     |
| 2.   | Jorge Cagiao      | 52     |
| 3.   | Alejandro Martín  | 46     |
| 4.   | Roberto Blach jr. | 44     |
| 5.   | Sergi Francolí    | 38     |
| 6.   | Sergio Fuentes    | 32     |
| 7.   | Josep Bassas Mas  | 20     |
| 8.   | Alejandro Cachón  | 20     |
| 9.   | Édgar Vigo        | 16     |
| 10.  | Delbin García     | 16     |
| 11.  | Iván Arenas       | 9      |

| Pos. | Copiloto                  | Puntos |
| ---- | ------------------------- | ------ |
| 1.   | Amelia Blanco García      | 52     |
| 2.   | José Antonio Pintor       | 48     |
| 3.   | Alain Peña Salvador       | 42     |
| 4.   | Alejandro López «Jandrín» | 40     |
| 5.   | María Salvo El Hage       | 38     |

| Pos. | Piloto            | Puntos |
| ---- | ----------------- | ------ |
| 1.   | Pepe López        | 80     |
| 2.   | Óscar Palomo      | 70     |
| 3.   | Javier Pardo      | 56     |
| 4.   | Alejandro Cachón  | 34     |
| 5.   | Roberto Blach jr. | 26     |
| 6.   | Delbin García     | 18     |
| 7.   | Sergi Francolí    | 14     |

| Pos. | Copiloto            | Puntos |
| ---- | ------------------- | ------ |
| 1.   | Adrián Varela       | 40     |
| 1.   | Alain Peña Salvador | 40     |